# Dipsacaster eximius
Dipsacaster eximius är en sjöstjärneart som beskrevs av Fisher 1905. Dipsacaster eximius ingår i släktet Dipsacaster och familjen kamsjöstjärnor. Inga underarter finns listade i Catalogue of Life.